# Gante-Wevelgem
A Gante-Wevelgem (oficialmente Gent-Wevelgem-In Flanders Fields) é uma carreira de um dia profissional de ciclismo de estrada que se disputa na região de Flandres, na Bélgica. Celebra-se no último domingo de março, dois dias após finalizar a E3-Harelbeke, e pertence ao calendário UCI WorldTour, máxima categoria das carreiras profissionais.
A Gante disputou-se pela primeira vez em 1934 e, desde então, disputou-se anualmente excepto entre 1940 e 1944 devido à Segunda Guerra Mundial.
Considerada como uma das carreiras mas prestigiosas do calendário, a Gante se caracteriza por ter calçada ao longo do seu percurso. É uma das clássicas mais importantes que englobam a "primavera belga do ciclismo". Pertence junto com Através de Flandres, a E3-Harelbeke, os Três dias de Bruges–De Panne e a Volta à Flandres à denominada "semana flamenga de ciclismo".
Com três vitórias, são seis os ciclistas que possuem o recorde de vitórias na Gante: Robert Van Eenaeme (1936, 1937 e 1945), Rik Van Looy (1956, 1957 e 1962), Eddy Merckx (1967,1970 e 1973), Mario Cipollini (1992, 1993 e 2002) e Tom Boonen (2004, 2011 e 2012).
Está organizada pela Flanders Classics e desde 2012 a carreira conta com uma versão feminina homónima que se celebra no mesmo dia.

## História
A edição inaugural da Gante teve lugar em setembro 1934, disputando-se como como uma prova júnior e sobre uma distância de 120 km, sendo originalmente um tributo a Gaston Rebry, natural de Wevelgem, que uns meses antes se tinha imposto no Volta à Flandres e a Paris Roubaix.
Depois da Segunda Guerra Mundial celebrou-se, já para profissionais, a 29 de julho de 1945 sobre um percurso de 200 km. e a organização, até nossos dias, do clube ciclista "Het Vliegend Wiel".
Em 1947 uniu-se ao calendário das "clássicas de primavera", constituindo, para o período 1957-1959 o "Trofee van Vlaanderen" (Troféu de Flandres) junto à Omloop Het Volk.

### Percorrido
Os principais obstáculos da prova, além do vento e a chuva num terreno altamente exposto, são os trechos de calçada de Monterberg e Kemmelberg. No entanto, o seu perfil plano faz que a carreira se considere uma clássica para sprinters, os quais têm dominado amplamente o palmarés da prova.

## Palmarés
| Ano                                                       | Vencedor                 | Segundo                  | Terceiro                 |
| --------------------------------------------------------- | ------------------------ | ------------------------ | ------------------------ |
| 1934                                                      | Gustave Van Belle        | Maurice Vandenberghe     | Jérôme Dufromont         |
| 1935                                                      | Albert Depreitere        | Jérôme Dufromont         | Karel Catrysse           |
| 1936                                                      | Robert Van Eenaeme       | Joseph Somers            | Gaston Denys             |
| 1937                                                      | Robert Van Eenaeme       | Albert Ritserveldt       | André Hallaert           |
| 1938                                                      | Hubert Godaert           | Edmond Delathouwer       | Gustave Van Cauwenberghe |
| 1939                                                      | André Declerck           | Frans Van Hellemont      | Albert Van Laecke        |

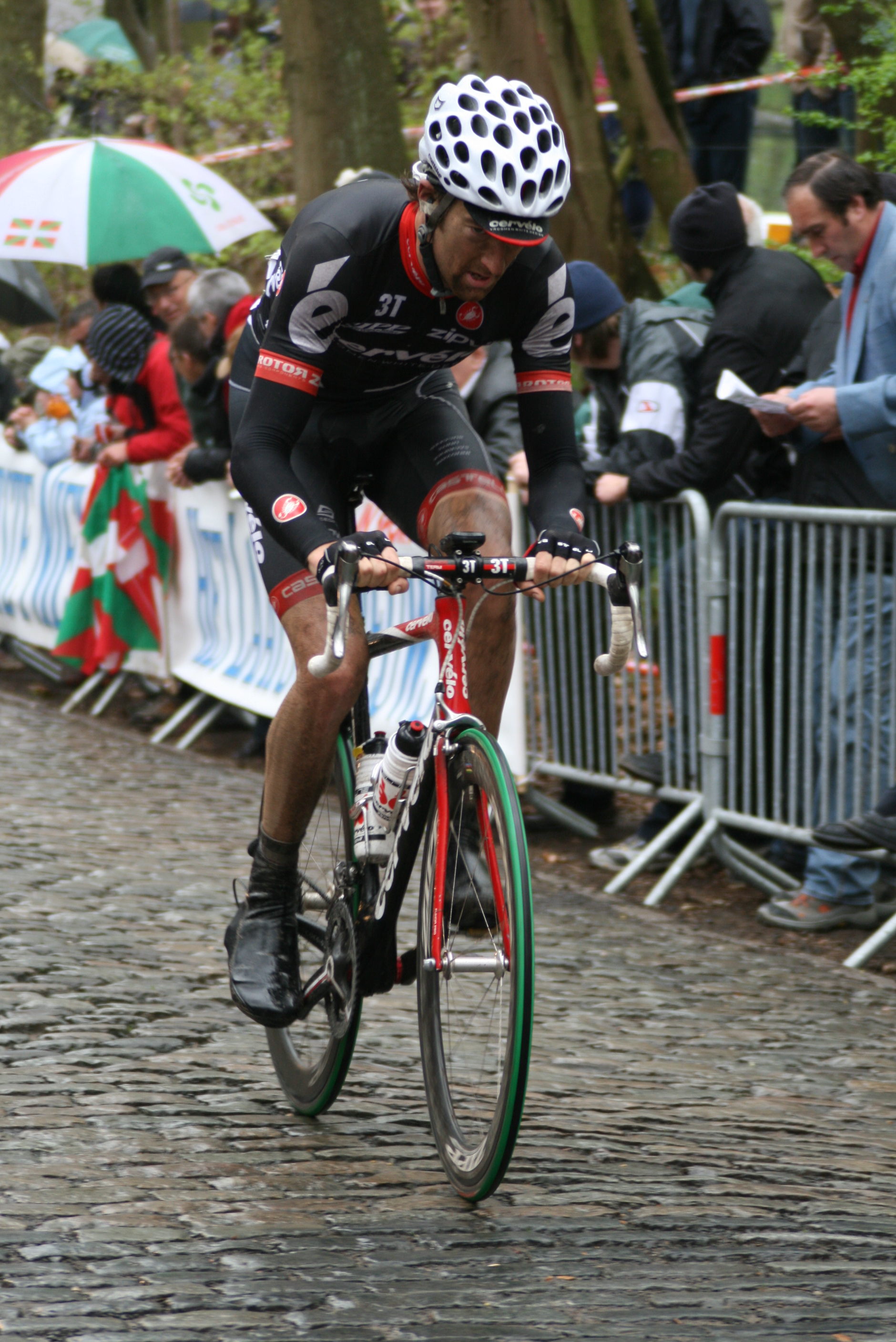
Daniel Lloyd na edição de 2009, no Monte Kemmel, com o traçado em calçadão

| 1940-1944 edições suspendidas pela Segunda Guerra Mundial |                          |                          |                          |
| 1945                                                      | Robert Van Eenaeme       | Maurice Van Herzele      | André Declerck           |
| 1946                                                      | Ernest Sterckx           | Maurice Desimpelaere     | Michel Remue             |
| 1947                                                      | Maurice Desimpelaere     | René Beyens              | Lucien Vlaemynck         |
| 1948                                                      | Valère Ollivier          | Albert Ramon             | Hilaire Couvreur         |
| 1949                                                      | Marcel Kint              | André Declerck           | Albert Decin             |
| 1950                                                      | Albéric Schotte          | Albert Decin             | André Declerck           |
| 1951                                                      | André Rosseel            | Raphaël Jonckheere       | Lionel Van Brabant       |
| 1952                                                      | Raymond Impanis          | Maurice Blomme           | Alois De Hertog          |
| 1953                                                      | Raymond Impanis          | Wim van Est              | Germain Derycke          |
| 1954                                                      | Rolf Graf                | Ferdi Kübler             | Ernest Sterckx           |
| 1955                                                      | Albéric Schotte          | Désiré Keteleer          | Raymond Impanis          |
| 1956                                                      | Rik Van Looy             | Richard Van Genechten    | Désiré Keteleer          |
| 1957                                                      | Rik Van Looy             | André Noyelle            | Lucien Mathys            |
| 1958                                                      | Noël Foré                | Rik Van Looy             | Fred De Bruyne           |
| 1959                                                      | Leon Vandaele            | Jos Hoevenaers           | Jacques Anquetil         |
| 1960                                                      | Frans Aerenhouts         | Frans De Mulder          | Jef Planckaert           |
| 1961                                                      | Frans Aerenhouts         | Raymond Impanis          | Yvo Molenaers            |
| 1962                                                      | Rik Van Looy             | Frans Schoubben          | Armand Desmet            |
| 1963                                                      | Benoni Beheyt            | Tom Simpson              | Michel Van Aerde         |
| 1964                                                      | Jacques Anquetil         | Yvo Molenaers            | Rik Van Looy             |
| 1965                                                      | Noël De Pauw             | Bernard Van De Kerckhove | Gustaaf De Smet          |
| 1966                                                      | Herman Van Springel      | Noël Van Clooster        | Palle Lykke              |
| 1967                                                      | Eddy Merckx              | Jan Janssen              | Edward Sels              |
| 1968                                                      | Walter Godefroot         | Willy Van Neste          | Felice Gimondi           |
| 1969                                                      | Willy Vekemans           | Roger De Vlaeminck       | Eric De Vlaeminck        |
| 1970                                                      | Eddy Merckx              | Willy Vekemans           | Walter Godefroot         |
| 1971                                                      | Georges Pintens          | Roger De Vlaeminck       | Gerben Karstens          |
| 1972                                                      | Roger Swerts             | Felice Gimondi           | Eddy Merckx              |
| 1973                                                      | Eddy Merckx              | Frans Verbeeck           | Walter Planckaert        |
| 1974                                                      | Barry Hoban              | Eddy Merckx              | Roger De Vlaeminck       |
| 1975                                                      | Freddy Maertens          | Frans Verbeeck           | Rik Van Linden           |
| 1976                                                      | Freddy Maertens          | Rik Van Linden           | Frans Verbeeck           |
| 1977                                                      | Bernard Hinault          | Vittorio Algeri          | Piet van Katwijk         |
| 1978                                                      | Ferdi Van Den Haute      | Walter Planckaert        | Francesco Moser          |
| 1979                                                      | Francesco Moser          | Roger De Vlaeminck       | Jan Raas                 |
| 1980                                                      | Henk Lubberding          | Alfons De Wolf           | Piet van Katwijk         |
| 1981                                                      | Jan Raas                 | Roger De Vlaeminck       | Alfons De Wolf           |
| 1982                                                      | Frank Hoste              | Eddy Vanhaerens          | Alfons De Wolf           |
| 1983                                                      | Leo van Vliet            | Jan Raas                 | Frank Hoste              |
| 1984                                                      | Guido Bontempi           | Eric Vanderaerden        | Pierino Gavazzi          |
| 1985                                                      | Eric Vanderaerden        | Phil Anderson            | Rudy Dhaenens            |
| 1986                                                      | Guido Bontempi           | Twan Poels               | Jean-Marie Wampers       |
| 1987                                                      | Teun van Vliet           | Etienne De Wilde         | Herman Frison            |
| 1988                                                      | Sean Kelly               | Gianni Bugno             | Ron Kiefel               |
| 1989                                                      | Gerrit Solleveld         | Sean Yates               | Rolf Sørensen            |
| 1990                                                      | Herman Frison            | Johan Museeuw            | Franco Ballerini         |
| 1991                                                      | Djamolidine Abdoujaparov | Mario Cipollini          | Olaf Ludwig              |
| 1992                                                      | Mario Cipollini          | Johan Capiot             | Adriano Baffi            |
| 1993                                                      | Mario Cipollini          | Eric Vanderaerden        | Djamolidine Abdoujaparov |
| 1994                                                      | Wilfried Peeters         | Franco Ballerini         | Johan Museeuw            |
| 1995                                                      | Lars Michaelsen          | Maurizio Fondriest       | Luc Roosen               |
| 1996                                                      | Tom Steels               | Giovanni Lombardi        | Fabio Baldato            |
| 1997                                                      | Philippe Gaumont         | Andrei Tchmil            | Johan Capiot             |
| 1998                                                      | Frank Vandenbroucke      | Lars Michaelsen          | Nico Mattan              |
| 1999                                                      | Tom Steels               | Zbigniew Spruch          | Tristan Hoffman          |
| 2000                                                      | Geert Van Bondt          | Peter Van Petegem        | Johan Museeuw            |
| 2001                                                      | George Hincapie          | Léon van Bon             | Steffen Wesemann         |
| 2002                                                      | Mario Cipollini          | Fred Rodríguez           | George Hincapie          |
| 2003                                                      | Andreas Klier            | Henk Vogels              | Tom Boonen               |
| 2004                                                      | Tom Boonen               | Magnus Bäckstedt         | Jaan Kirsipuu            |
| 2005                                                      | Nico Mattan              | Juan Antonio Flecha      | Daniele Bennati          |
| 2006                                                      | Thor Hushovd             | David Kopp               | Alessandro Petacchi      |
| 2007                                                      | Marcus Burghardt         | Roger Hammond            | Óscar Freire             |
| 2008                                                      | Óscar Freire             | Aurélien Clerc           | Wouter Weylandt          |
| 2009                                                      | Edvald Boasson Hagen     | Aleksandr Kuschynski     | Matthew Goss             |
| 2010                                                      | Bernhard Eisel           | Sep Vanmarcke            | Philippe Gilbert         |
| 2011                                                      | Tom Boonen               | Daniele Bennati          | Tyler Farrar             |
| 2012                                                      | Tom Boonen               | Peter Sagan              | Matti Breschel           |
| 2013                                                      | Peter Sagan              | Borut Božič              | Greg Van Avermaet        |
| 2014                                                      | John Degenkolb           | Arnaud Démare            | Peter Sagan              |
| 2015                                                      | Luca Paolini             | Niki Terpstra            | Geraint Thomas           |
| 2016                                                      | Peter Sagan              | Sep Vanmarcke            | Viacheslav Kuznetsov     |
| 2017                                                      | Greg Van Avermaet        | Jens Keukeleire          | Peter Sagan              |
| 2018                                                      | Peter Sagan              | Elia Viviani             | Arnaud Démare            |
| 2019                                                      | Alexander Kristoff       | John Degenkolb           | Oliver Naesen            |
| 2020                                                      | Mads Pedersen            | Florian Sénéchal         | Matteo Trentin           |
| 2021                                                      | Wout van Aert            | Giacomo Nizzolo          | Matteo Trentin           |
| 2022                                                      | Biniam Girmay            | Christophe Laporte       | Dries Van Gestel         |
| 2023                                                      | Christophe Laporte       | Wout van Aert            | Sep Vanmarcke            |
| 2024                                                      | Mads Pedersen            | Mathieu van der Poel     | Jordi Meeus              |
| 2025                                                      | Mads Pedersen            | Tim Merlier              | Jonathan Milan           |

Notas:
- Na Gante-Wevelgem de 1972 o ciclista belga Frans Verbeeck impôs-se na prova mas foi relegado pelos juízes à quinta posição por irregularidades no sprint, dando assim a vitória a Roger Swerts.
- Na Gante-Wevelgem de 1992 o vencedor foi o italiano Mario Cipollini, quem impôs-se ao sprint, após que o uzbeco Djamolidine Abdoujaparov fora desclassificado por sprint irregular.

## Estatísticas

### Mais vitórias
| Ciclista           | Vitórias | Anos              |
| ------------------ | -------- | ----------------- |
| Robert Van Eenaeme | 3        | 1936, 1937 e 1945 |
| Rik Van Looy       | 3        | 1956, 1957 e 1962 |
| Eddy Merckx        | 3        | 1967, 1970 e 1973 |
| Tom Boonen         | 3        | 2004, 2011 e 2012 |
| Mario Cipollini    | 3        | 1992, 1993 e 2002 |
| Peter Sagan        | 3        | 2013, 2016 e 2018 |
| Mads Pedersen      | 3        | 2020, 2024 e 2025 |
| Raymond Impanis    | 2        | 1952 e 1953       |
| Albéric Schotte    | 2        | 1950 e 1955       |
| Frans Aerenhouts   | 2        | 1960 e 1961       |
| Freddy Maertens    | 2        | 1984 e 1986       |
| Guido Bontempi     | 2        | 1975 e 1976       |
| Tom Steels         | 2        | 1996 e 1999       |

### Vitórias consecutivas
- Duas vitórias seguidas:
  -  Robert Van Eenaeme (1936, 1937)
  -  Raymond Impanis (1952, 1953)
  -  Rik Van Looy (1956, 1957)
  -  Frans Aerenhouts (1960, 1961)
  -  Freddy Maertens (1984, 1986)
  -  Mario Cipollini (1992, 1993)
  -  Tom Boonen (2011, 2012)
  -  Mads Pedersen (2024, 2025)

Em negrito corredores activos.

## Palmarés por países
Actualizado após edição de 2025
| País           | Vitórias | Último vencedor                  |
| -------------- | -------- | -------------------------------- |
| Bélgica        | 50       | Wout van Aert em 2021            |
| Itália         | 7        | Luca Paolini em 2015             |
| Países Baixos  | 5        | Gerrit Solleveld em 1987         |
| França         | 4        | Christophe Laporte em 2023       |
| Dinamarca      | 4        | Mads Pedersen em 2025            |
| Alemanha       | 3        | John Degenkolb em 2014           |
| Eslováquia     | 3        | Peter Sagan em 2018              |
| Noruega        | 3        | Alexander Kristoff em 2019       |
| Eritreia       | 1        | Biniam Girmay em 2022            |
| Áustria        | 1        | Bernhard Eisel em 2010           |
| Espanha        | 1        | Óscar Freire em 2008             |
| Estados Unidos | 1        | George Hincapie em 2001          |
| Irlanda        | 1        | Sean Kelly em 1988               |
| Reino Unido    | 1        | Barry Hoban em 1974              |
| Suíça          | 1        | Rolf Graf em 1954                |
| Uzbequistão    | 1        | Dzhamolidin Abduzhaparov em 1991 |

Em negrito corredores activos.